# Pseudanthessius faouzii
Pseudanthessius faouzii är en kräftdjursart som beskrevs av Adolphe Adolf Steuer 1940. Pseudanthessius faouzii ingår i släktet Pseudanthessius och familjen Pseudanthessiidae. Inga underarter finns listade i Catalogue of Life.